# 佩列科拉
49°41′16″N 27°41′8″E / 49.68778°N 27.68556°E
佩雷科拉（烏克蘭語：Перекора）是位於烏克蘭西部的村莊，由赫梅利尼茨基州裡赫梅利尼茨基區的舊西尼亞瓦市鎮負責管轄。該村始建於1910年，面積0.88平方公里，海拔高度288米，2001年人口211，人口密度每平方公里239.8人。